# IC 2642
IC 2642 је појединачна звијезда у сазвјежђу Лав која се налази на листи објеката дубоког неба у Индекс каталогу.
Деклинација објекта је + 12° 16' 1" а ректасцензија 11h 14m 15,9s.